# I liga polska w piłce nożnej (1951)
W sezonie 1951 rozgrywki I ligi nie były zawodami o tytuł mistrza Polski. Decyzją GKKF sezon był rozgrywany w tzw. Klasie Państwowej, określanej także jako I Liga.
| Poziomy rozgrywkowe w sezonie 1951 | Poziomy rozgrywkowe w sezonie 1951 | Poziomy rozgrywkowe w sezonie 1951 |
| Rozgrywki                          | P                                  | Nazwa                              |
| ---------------------------------- | ---------------------------------- | ---------------------------------- |
| Centralne                          | I                                  | I liga                             |
| Centralne                          | II                                 | II liga                            |
| Okręgowe (20 okręgów)              | III                                | 1 Klasa wojewódzka                 |
| Okręgowe (20 okręgów)              | IV                                 | 2 Klasa wojewódzka                 |
| Okręgowe (20 okręgów)              | V                                  | 3 Klasa wojewódzka                 |

W rozgrywkach zwyciężyła Gwardia Kraków, dwie ostatnie drużyny (Włókniarz Kraków i Gwardia Szczecin) zostały zdegradowane do II ligi, a w ich miejsce promocję uzyskali Budowlani Gdańsk i OWKS Kraków.
Tytuł mistrza Polski za rok 1951 otrzymał nie mistrz ligi, lecz drużyna zdobywcy Pucharu Polski edycji 1950/1951, tj. Unia Chorzów, która w finale tych rozgrywek 16 września 1951 (jeszcze w trakcie trwania sezonu I Ligi) pokonała Gwardię Kraków 2:0. Był to jedyny taki sezon. Rozgrywki Pucharu Polski rozegrano wówczas po raz pierwszy od 1926. W regulaminie nie określono komu miał przypaść tytuł wicemistrza – finaliście pucharu czy wicemistrzowi ligi.

## Tabela
| Msc. | Nazwa klubu          | M  | Zw.-Rem.-Por. | Pkt | Bramki |
| 1    | Gwardia Kraków       | 22 | 13-6-3        | 32  | 43:13  |
| 2    | Górnik Radlin        | 22 | 12-5-5        | 29  | 41:28  |
| 3    | CWKS Warszawa        | 22 | 12-3-7        | 27  | 37:31  |
| 4    | Budowlani Chorzów    | 22 | 12-1-9        | 25  | 34:23  |
| 5    | Ogniwo MPK Kraków    | 22 | 10-5-7        | 25  | 33:31  |
| 6    | Unia Chorzów         | 22 | 11-2-9        | 24  | 46:35  |
| 7    | Kolejarz Warszawa    | 22 | 10-3-9        | 23  | 33:28  |
| 8    | Kolejarz Poznań      | 22 | 10-3-9        | 23  | 35:37  |
| 9    | Włókniarz Łódź       | 22 | 7-4-11        | 18  | 22:32  |
| 10   | Ogniwo Bytom (b)     | 22 | 5-6-11        | 16  | 16:26  |
| 11   | Włókniarz Kraków     | 22 | 4-7-11        | 15  | 30:42  |
| 12   | Gwardia Szczecin (b) | 22 | 1-5-16        | 7   | 17:61  |

Legenda:
|       | – Mistrz Ligi             |
| złoto | – zdobywca Pucharu Polski |
| złoto | – Mistrz Polski           |
|       | – spadek do II ligi       |
| (b)   | – beniaminek              |

- Zmiana nazwy:

11) Związkowiec Kraków zmienił nazwę na Włókniarz.

## Najlepsi Strzelcy
| Gole | Strzelcy         | Drużyny         |
| ---- | ---------------- | --------------- |
| 20   | Teodor Anioła    | Kolejarz Poznań |
| 19   | Gerard Cieślik   | Unia Chorzów    |
| 16   | Mieczysław Gracz | Gwardia Kraków  |

Wg 